# Tokyo Square
Tokyo Square là một trong những ban nhạc tiên phong của Singapore do Max Surin thành lập năm 1985. Ban nhạc nổi tiếng với các ca khúc cover có phần phối âm hòa khí độc đáo giữa giai điệu Trung Hoa và nhạc cụ phương Tây .Các ca khúc tiêu biểu của nhóm gồm: "That is love", "Say you will", "Love of my life", "Caravan of Life", "Within You'll Remain"... Ảnh hưởng của nhóm không chỉ bó hẹp ở riêng Singapore, "That is love", "Caravan of Life", "Within You'll Remain" là những ca khúc được tuyển lựa trong nhiều album tình khúc nổi tiếng trong các thập niên. Ca khúc "Within You'll Remain" thậm chí còn được The Usual Suspects - nhóm techno số một Singapore năm 2004, cover lại.

## Các bài hát của nhóm
- Within You'll Remain
- Almost day and night
- Can't let go
- Caravan of life
- Girl you are my love
- I'll Never Let You Go
- Love Is Only Just A Dream
- Love of My life
- Meet me in the hallway
- Say You Will
- That is love
- You'll Find Your Way
- Keep on loving you
- Love can make your heart go crazy
- 999 Roses of Love
- Please don't go away
- Life is beautiful
- Can't let you go